# Джорджевич, Зоран
Зоран Джорджевич (серб. Зоран Ђорђевић; род. 1970, Белград, СФРЮ) — сербский политик и государственный деятель, министр обороны во Втором кабинете министров Александра Вучича.

## Биография
Зоран Джорджевич родился в 1970 году в Белграде. Магистр экономических наук. Обучался в Школе национальной обороны. Работал на руководящих позициях в ряде компаний, занимался финансовым менеджментом. После отставки Братислава Гашича был временно исполняющим обязанности министра обороны, в марте 2016 года был утверждён в качестве министра. 11 августа того же года вновь занял эту должность во Втором кабинете министров под руководством Александра Вучича.
Пишет диссертацию по теме финансового контроля и ревизий. Автор ряда публикаций в научных изданиях, посвящённых банковскому делу и финансам.
Владеет английским и русским языками.
Женат, отец двоих детей.